# Каймаглы
Каймаглы (азерб. Qaymaqlı) —  село в Газахском районе Азербайджана. Расположено в долине реки Инджа.
В топониме Каймаглы отражено название древнего тюркского племени каймак (кимак). Входившие в кыпчакское племенное образование, каймаки в 8-9 веке жили в Западной Сибири на реке Иртыш. В 9 веке они начали продвигаться на запад. В 11-12 веках, по приглашению грузинских царей, кыпчаки попали в Восточную Грузию, а оттуда в Азербайджан..